# Elemér Szentirmay
Elemér Szentirmay, nascut János Németh (Sopronhorpács, comtat de Sopron (Imperi austríac), 9 de novembre, 1836 - Budapest, 3 d'octubre, 1908), va ser un compositor hongarès.

## Biografia
János Németh va estudiar dret i es va convertir en jutge de districte al comtat de Fehér. A partir de 1862 regentava una granja a Alsószentiván i es va fer amistat amb l'ancià poeta János Vajda. L'any 1865 es va traslladar a Pest, on va passar a ser cap del departament d'avaluació de danys de l'"Első Magyar Általános Biztosító Társaság" (Primera companyia d'assegurances hongaresa). Després de la seva jubilació, es va traslladar a Cinkota (ara al districte 16 de Budapest).
A partir de 1871 es va fer dir Elemér Szentirmay. Ja havia compost abans i ara escrivia interludis vocals per a peces populars. Les seves cançons van ser interpretades per Lujza Blaha i així es van fer famoses. Algunes de les seves aproximadament 400 cançons van passar a formar part del folklore hongarès. Pablo de Sarasate va plagiar la melodia de la cançó "Csak egy szép lány van a világon" al tercer moviment del seu Zigeunerweisen. Només va esmentar Szentirmay a la composició després que Szentirmay l'esmentés. També es van trobar melodies de Szentirmay en dues de les Danses hongareses de Johannes Brahms, i Béla Bartók i Zoltán Kodály van interpretar la seva composició Utca, Utca a la seva primera col·lecció de cançons populars el 1906. Szentirmay també va escriure novel·les curtes i obres de teatre; la seva obra "Egy kis csel" es va estrenar al Teatre Popular de Buda el 1863, i "A pórul járt kommisszárius" es va estrenar el 1868.
Szentirmay va ser enterrat en una tomba honorífica al Kerepesi temető.

## Obres (Selecció)

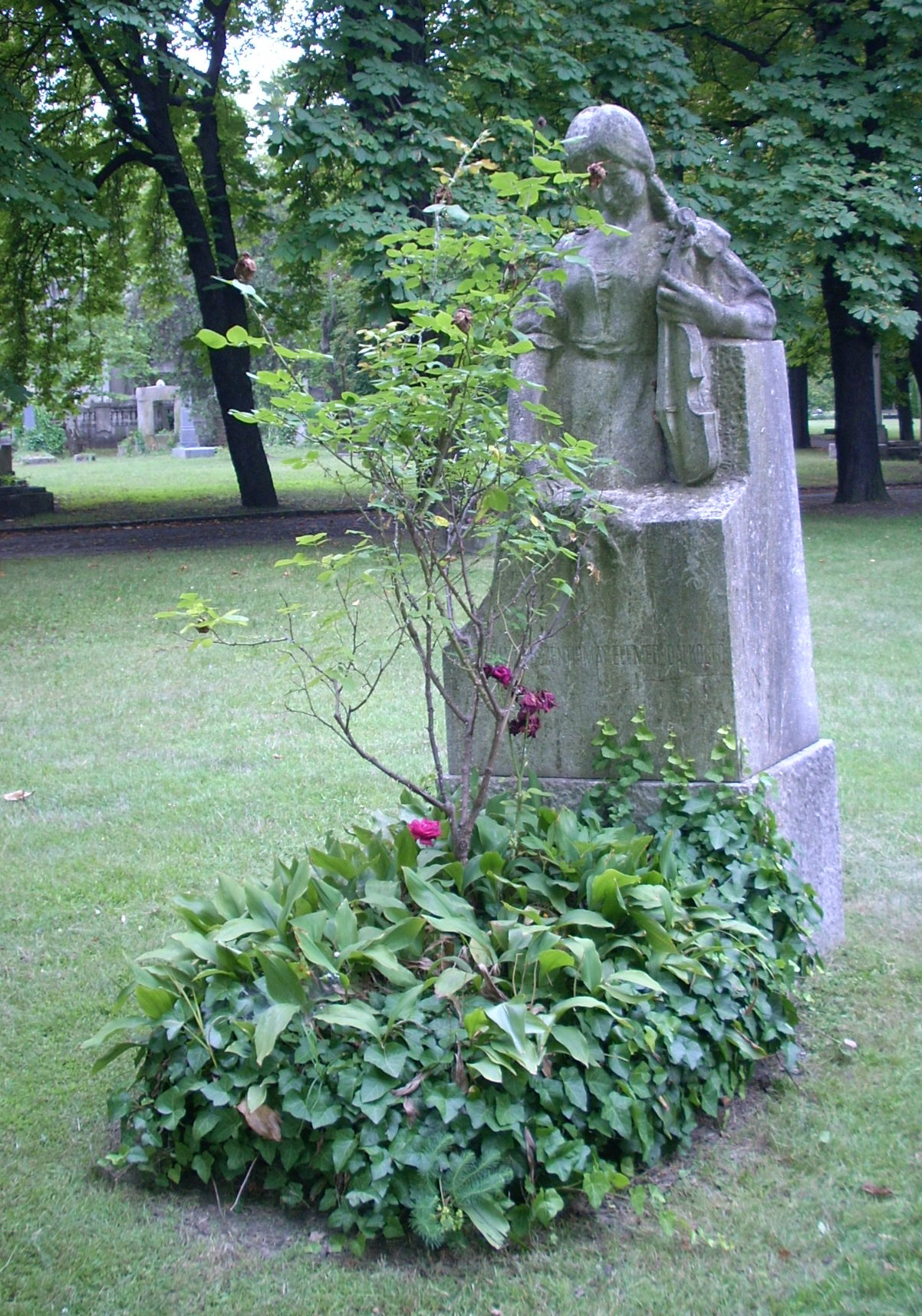
Tomba d'Elemér Szentirmay

- Zengö bokor per a veu amb acompanyament de piano. Partitura. Budapest: Táborszky i Parsch, 1876
- Zengö bokor: 1. Dama sedosa, 2. A Sezeretni, 3. Està de dol, 4. Hi ha set carrers al nostre poble, 5. Amb el jutge, 6. La rosa té espines; obra 136. Partitura. Budapest: Táborszky i Parsch, 1886

## Enllaços web
- Literatura de i sobre Elemér Szentirmay al catàleg de la Biblioteca Nacional d'Alemanya
- Németh János (Szentirmay Elemér), al MEK